# (2057) Rosemary
(2057) Rosemary (1934 RQ) – planetoida z pasa głównego asteroid okrążająca Słońce w ciągu 5,39 lat w średniej odległości 3,07 au. Została odkryta 7 września 1934 roku przez Karla Reinmutha.